# Donna Juanita
Sången av Hasse och Tage, se Spader, Madame!
Donna Juanita är en operett i tre akter med musik av Franz von Suppé och libretto av Friedrich Zell och Richard Genée efter "Die Verschwörung der Frauen oder Die Preußen in Breslau" från 1858 av Arthur Müller (1825–1873) . Uruppförandet ägde rum på  Carltheater i Wien den 21 februari 1880.

## Historia
Med Donna Juanita fortsatte trion Suppé-Zell-Genée sitt samarbete och verket blev till en början en stor succé både nationellt och utomlands. Särskilt i Ryssland var det en stor favorit.
Handlingen, som utspelas i Spanien under 1700-talet, är en omstuvning av berättelsen i Suppés tidigare operett Fatinitza där en ung fransk kadett (återigen en byxroll) förklär sig till den förföriska Donna Juanita för att spionera på spanjorernas armé. Liksom Boccaccio och Fatinitza har Donna Juanita en berömd ouvertyr men musiken i övrigt ansågs efterlikna de tidigare verken för mycket för att verket skulle kunna hålla sig kvar på repertoaren.
Eduard Strauss komponerade en Juanita-Quadrille efter motiv från operetten.